# Шотландський кубок виклику
Шотландський кубок виклику (англ. Scottish Challenge Cup) — змагання, що проводиться Шотландською професійною футбольною лігою. Заснований з метою відзначити століття ліги в 1990. Його концепція аналогічна Кубку англійської ліги, проте команди прем'єр-ліги у його розіграші не беруть участь. У сезоні 2016–17 у турнірі вперше взяли участь команди інших чемпіонатів — представники вищого дивізіону Уельсу та Північної Ірландії, а наступного сезону і Республіки Ірландія. З сезону 2018–19 у турнірі стали виступати і представники Англії, команди Національної ліги, п'ятого за рівнем дивізіону країни.

## Фінали
| Сезон   | Переможець                | Рахунок         | Фіналіст                  |               |
| ------- | ------------------------- | --------------- | ------------------------- | ------------- |
| 1990/91 | Данді                     | 3:2 д.ч.        | Ейр Юнайтед               |               |
| 1991/92 | Гамільтон Академікал      | 1:0             | Ейр Юнайтед               |               |
| 1992/93 | Гамільтон Академікал      | 3:2             | Грінок Мортон             |               |
| 1993/94 | Фалкірк                   | 3:0             | Сент-Міррен               |               |
| 1994/95 | Ейрдріоніанс              | 3: 2 д. р.      | Данді                     |               |
| 1995/96 | Стенхаузмур               | 0:0 пен         | Данді Юнайтед             |               |
| 1996/97 | Странрар                  | 1:0             | Сент-Джонстон             |               |
| 1997/98 | Фалкірк                   | 1:0             | Квін оф зе Саут           |               |
| 1998/99 | не проводився             | не проводився   | не проводився             | не проводився |
| 1999/00 | Аллоа Атлетік             | 4:4 пен.        | Інвернесс Каледоніан Тісл |               |
| 2000/01 | Ейрдріоніанс              | 2:2 пен.        | Лівінгстон                |               |
| 2001/02 | Ейрдріоніанс              | 2:1             | Аллоа Атлетік             |               |
| 2002/03 | Квін оф зе Саут           | 2:0             | Бріхін Сіті               |               |
| 2003/04 | Інвернесс Каледоніан Тісл | 2:0             | Ейрдріоніанс              |               |
| 2004/05 | Фалкірк                   | 2:1             | Росс Каунті               |               |
| 2005/06 | Сент-Міррен               | 2:1             | Гамільтон Академікал      |               |
| 2006/07 | Росс Каунті               | 1:1 пен         | Клайд                     |               |
| 2007/08 | Сент-Джонстон             | 3:2             | Данфермлін Атлетік        |               |
| 2008/09 | Ейрдріоніанс              | 2:2 пен         | Росс Каунті               |               |
| 2009/10 | Данді                     | 3:2             | Інвернесс Каледоніан Тісл |               |
| 2010/11 | Росс Каунті               | 2:0             | Квін оф зе Саут           |               |
| 2011/12 | Фалкірк                   | 1:0             | Гамільтон Академікал      |               |
| 2012/13 | Квін оф зе Саут           | 1:1 (6:5, пен.) | Партік Тісл               |               |
| 2013/14 | Рейт Роверз               | 1: 0 (д.ч.)     | Рейнджерс                 |               |
| 2014/15 | Лівінгстон                | 4:0             | Аллоа Атлетік             |               |
| 2015/16 | Рейнджерс                 | 4:0             | Пітерхед                  |               |
| 2016/17 | Данді Юнайтед             | 2:1             | Сент-Міррен               |               |
| 2017/18 | Інвернесс Каледоніан Тісл | 1:0             | Дамбартон                 |               |